# 55.ª Cúpula de Chefes de Estado do Mercosul
A 55.ª Cúpula de Chefes de Estados do Mercosul foi uma cimeira do bloco realizada na cidade de Bento Gonçalves, no Rio Grande do Sul. Ficou conhecida também como Cúpula do Vale dos Vinhedos, devido a região que a cidade anfitriã está localizada.
Essa edição foi a última com a participação do presidente da Argentina, Mauricio Macri. E não contou com a presença de chefes de Estados convidados a não ser os próprios membros permanentes do bloco.

## Presidentes participantes

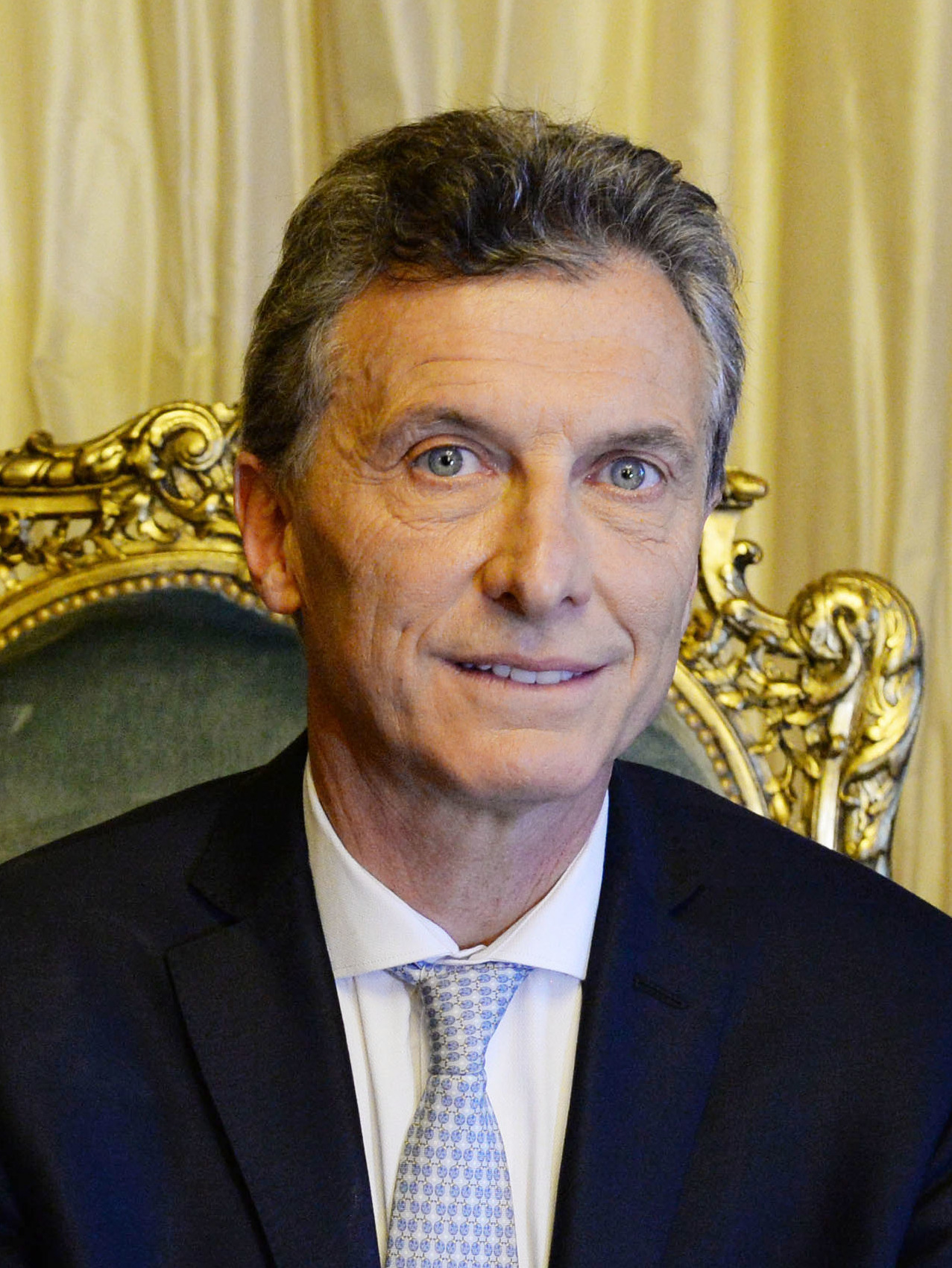
ARG Mauricio Macri, Presidente
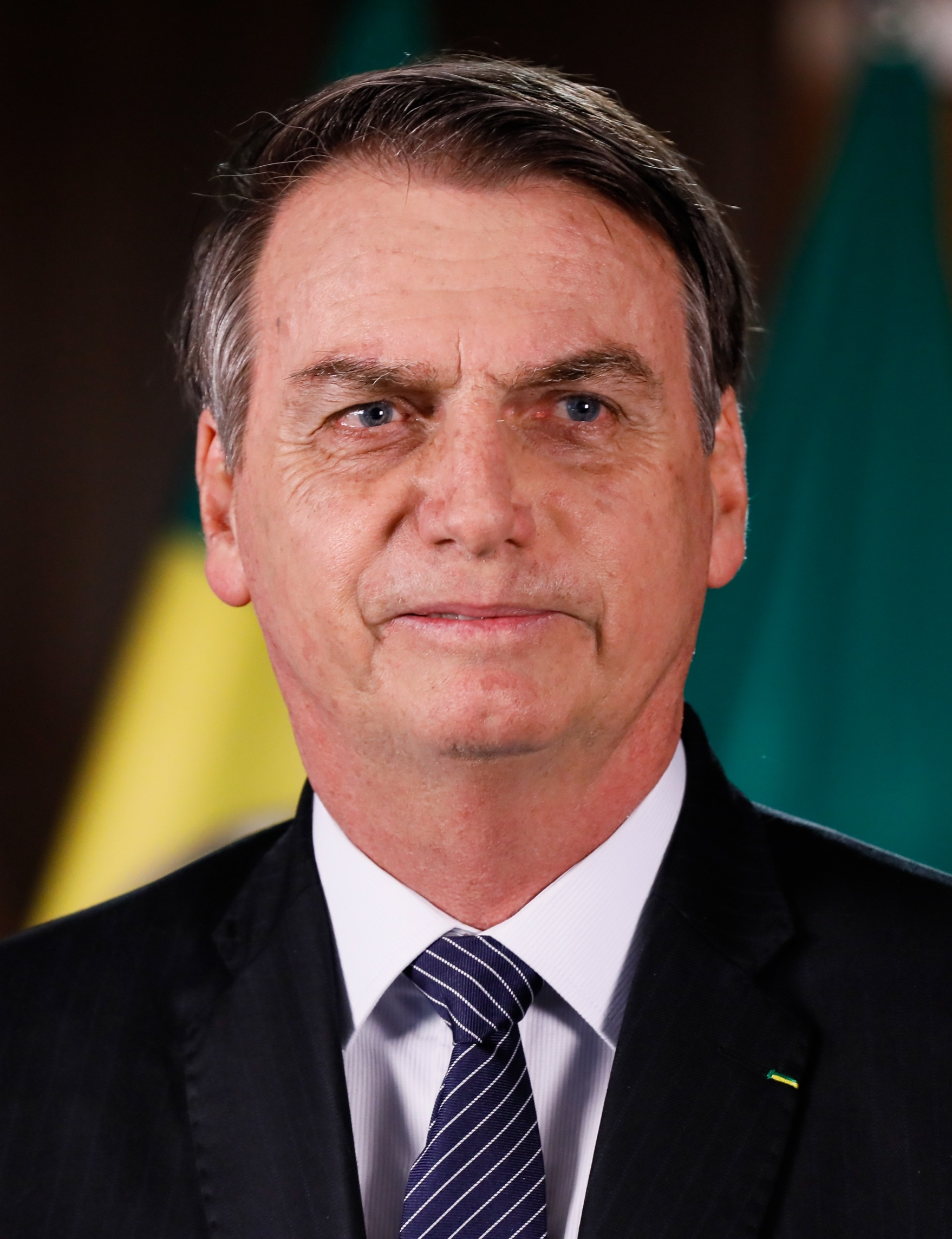
BRA Jair Bolsonaro, Presidente (anfitrião)
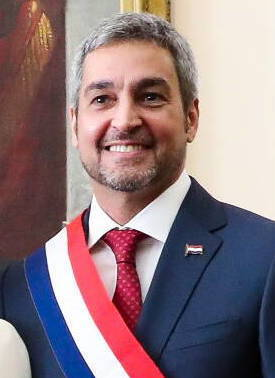
PRY Mario Abdo Benítez, Presidente

- Argentina
Mauricio Macri, Presidente
- Brasil
Jair Bolsonaro, Presidente (anfitrião)
- Paraguai
Mario Abdo Benítez, Presidente

### Representantes

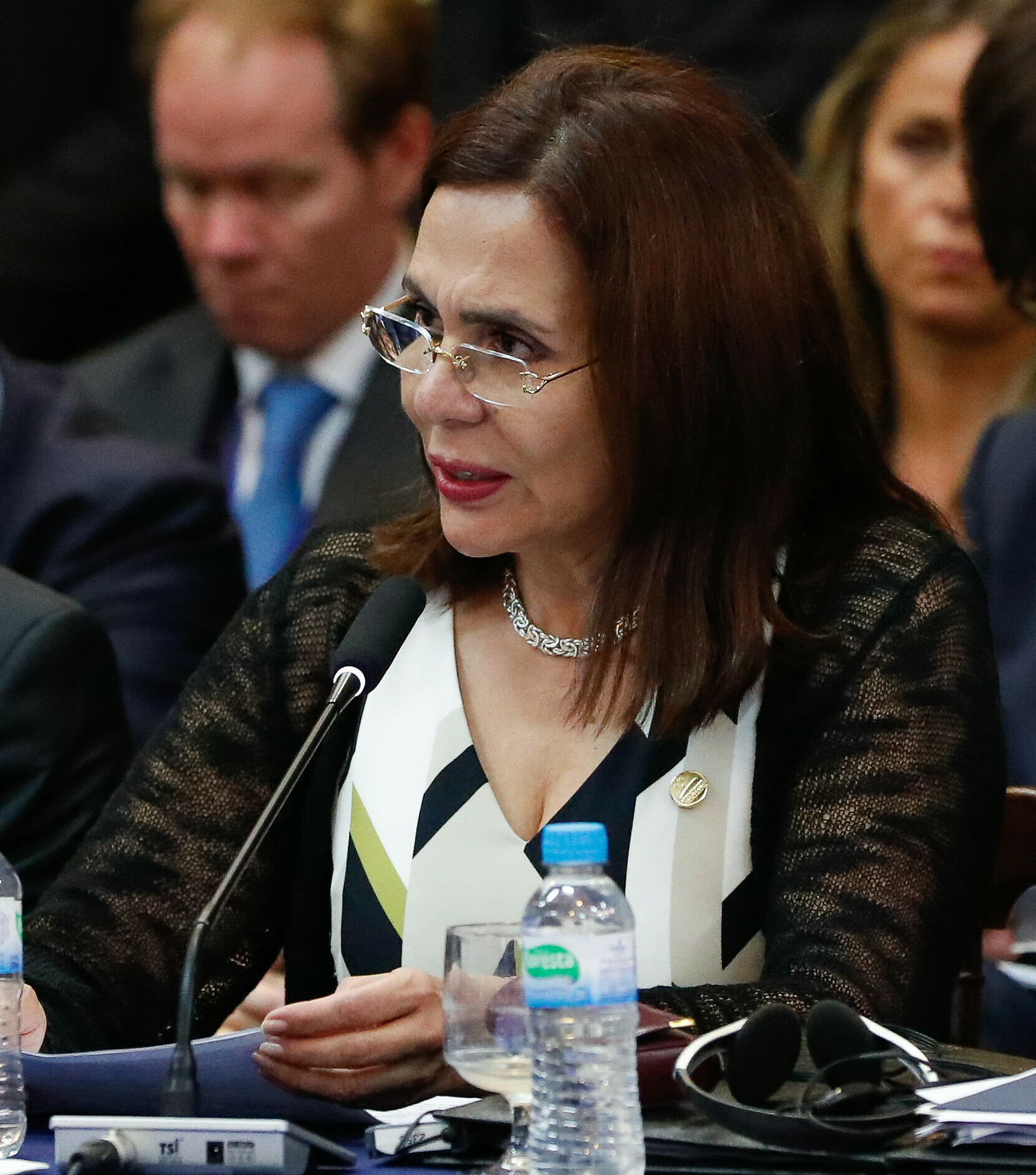
BOL Karen Longaric, Chanceler
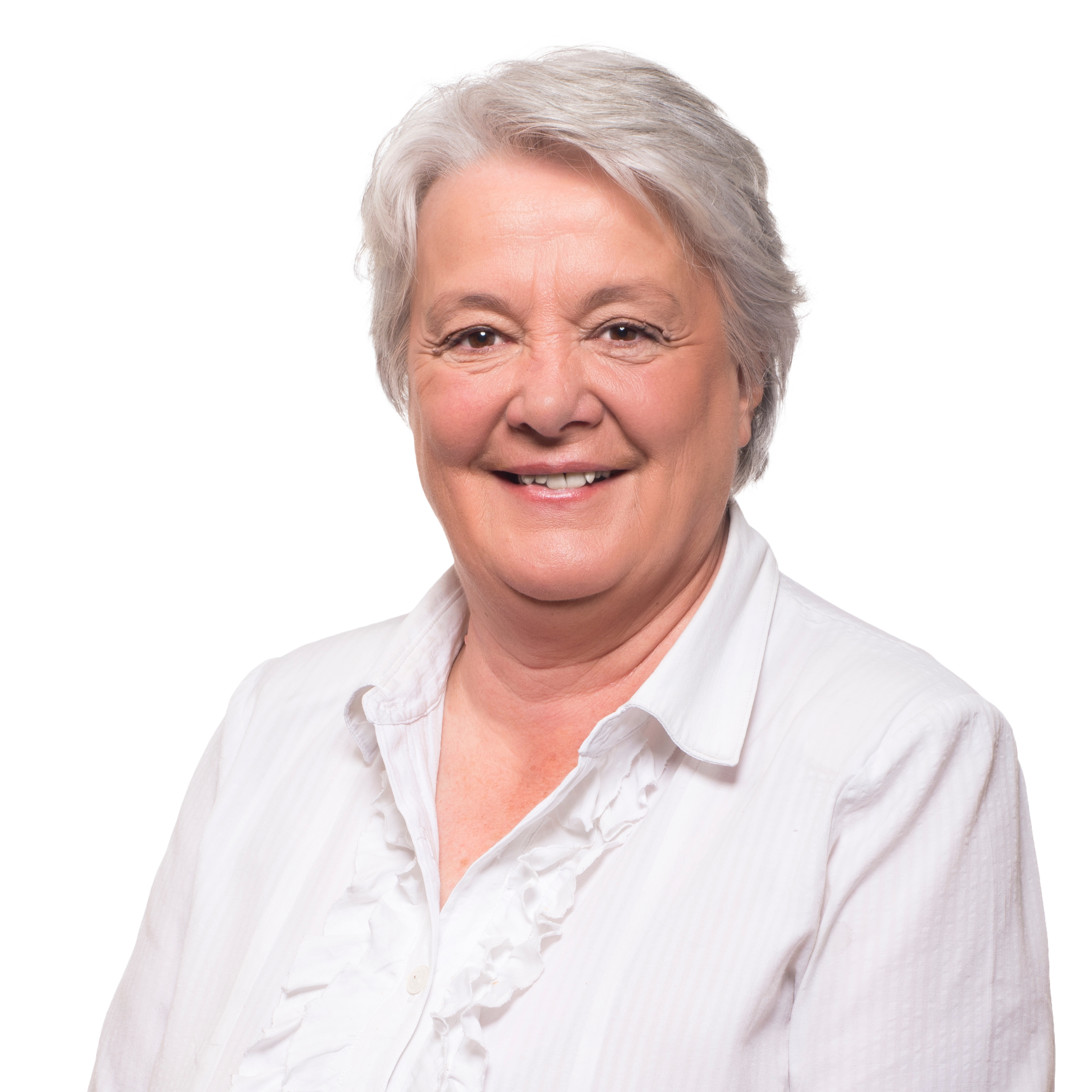
URY Lucía Topolansky, Vice-presidente

- Bolívia
 Karen Longaric, Chanceler
- Uruguai
Lucía Topolansky, Vice-presidente

### Presidentes ausentes
- – A presidente interina da Bolívia, Jeanine Áñez não compareceu. O motivo da ausência é desconhecido.[3]
- – O presidente do Uruguai, Tabaré Vázquez não compareceu por motivos de saúde.[4]
- – O presidente encarregado da Venezuela, Juan Guaidó não compareceu pelo fato de seu país estar suspenso do bloco devido a crise política e econômica.[5]